# دانيال ولز
دانيال ولز (1995 في المملكة المتحدة - ) (بالإنجليزية: Daniel Wells)‏ هو لاعب كريكت بريطاني. لعب مع نادي الكريكت في جامعة أكسفورد ‏.

## وصلات خارجية
- دانيال ولز على موقع إي آس بي آن كريك إنفو (الإنجليزية)